# Archidium acauloides
Archidium acauloides är en bladmossart som beskrevs av Schwab 1978. Archidium acauloides ingår i släktet Archidium och familjen Archidiaceae. Inga underarter finns listade i Catalogue of Life.